# ناحیه الدین، شهرستان هند، داکوتای جنوبی
شهرستان الدین، بخش هند، جنوب داکوتا (به انگلیسی: Alden Township, Hand County, South Dakota) یک منطقهٔ مسکونی در ایالات متحده آمریکا است که در شهرستان هند، داکوتای جنوبی واقع شده‌است.

## خصوصیات
شهرستان الدین ۳۳ نفر جمعیت دارد و ۴۸۴ متر بالاتر از سطح دریا واقع شده‌است.